# Mistrovství Evropy v házené žen 2004
6. mistrovství Evropy v házené žen se konalo 9.12. až 19.12. 2004 v Maďarsku.
Mistrovství se zúčastnilo 16 družstev, rozdělených do čtyř čtyřčlenných skupin. První tři týmy postoupily do dvou čtvrtfinálových skupin z nichž první dvě družstva hráli play off o medaile. Mistrem Evropy se stal tým Norsko, který ve finále porazil tým Dánska. Třetí místo obsadil tým Maďarska.

## Místo konání
| Debrecín        | Zalaegerszeg  | Békéscsaba          | Győr            | Budapešť                        |
| --------------- | ------------- | ------------------- | --------------- | ------------------------------- |
| Főnix Hall      | [[]]          | Városi Sportcsarnok | University Hall | Papp László Budapest Sportaréna |
| Kapacita: 8 500 | Kapacita: xxx | Kapacita: 2 300     | Kapacita: xxx   | Kapacita: 12 000                |
|                 |               |                     |                 |                                 |

## Základní kola

### Skupina A
| Poř. | tým       | Z | V | R | P | VB | OB | +/− | B | výsledek                 |
| ---- | --------- | - | - | - | - | -- | -- | --- | - | ------------------------ |
| 1.   | Norsko    | 3 | 3 | 0 | 0 | 83 | 71 | +12 | 6 | postup do hlavní skupiny |
| 2.   | Ukrajina  | 3 | 2 | 0 | 1 | 77 | 74 | +3  | 4 | postup do hlavní skupiny |
| 3.   | Španělsko | 3 | 1 | 0 | 2 | 71 | 72 | −1  | 2 | postup do hlavní skupiny |
| 4.   | Česko     | 3 | 0 | 0 | 3 | 60 | 74 | −14 | 0 |                          |

| 9. prosince 2004 | Česko  | 18–19 | Španělsko | Főnix Hall, Debrecín |
| 9. prosince 2004 | (12–6) |       |           | Főnix Hall, Debrecín |
| 9. prosince 2004 | Report |       |           | Főnix Hall, Debrecín |

| 9. prosince 2004 | Norsko  | 27–24 | Ukrajina | Főnix Hall, Debrecín |
| 9. prosince 2004 | (15–12) |       |          | Főnix Hall, Debrecín |
| 9. prosince 2004 | Report  |       |          | Főnix Hall, Debrecín |

| 11. prosince 2004 | Ukrajina | 25–20 | Česko | Főnix Hall, Debrecín |
| 11. prosince 2004 | (13–8)   |       |       | Főnix Hall, Debrecín |
| 11. prosince 2004 | Report   |       |       | Főnix Hall, Debrecín |

| 11. prosince 2004 | Španělsko | 25–26 | Norsko | Főnix Hall, Debrecín |
| 11. prosince 2004 | (11–14)   |       |        | Főnix Hall, Debrecín |
| 11. prosince 2004 | Report    |       |        | Főnix Hall, Debrecín |

| 12. prosince 2004 | Ukrajina | 28–27 | Španělsko | Főnix Hall, Debrecín |
| 12. prosince 2004 | (13–16)  |       |           | Főnix Hall, Debrecín |
| 12. prosince 2004 | Report   |       |           | Főnix Hall, Debrecín |

| 12. prosince 2004 | Norsko  | 30–22 | Česko | Főnix Hall, Debrecín |
| 12. prosince 2004 | (16–10) |       |       | Főnix Hall, Debrecín |
| 12. prosince 2004 | Report  |       |       | Főnix Hall, Debrecín |

### Skupina B
| Poř. | tým        | Z | V | R | P | VB | OB  | +/− | B | výsledek                 |
| ---- | ---------- | - | - | - | - | -- | --- | --- | - | ------------------------ |
| 1.   | Slovinsko  | 3 | 2 | 0 | 1 | 96 | 86  | +10 | 4 | postup do hlavní skupiny |
| 2.   | Rusko      | 3 | 2 | 0 | 1 | 95 | 82  | +13 | 4 | postup do hlavní skupiny |
| 3.   | Srbsko     | 3 | 1 | 0 | 2 | 89 | 105 | −16 | 2 | postup do hlavní skupiny |
| 4.   | Chorvatsko | 3 | 1 | 0 | 2 | 82 | 89  | −7  | 2 |                          |

| 9. prosince 2004 | Rusko   | 30–31 | Slovinsko | Zalaegerszeg |
| 9. prosince 2004 | (12–17) |       |           | Zalaegerszeg |
| 9. prosince 2004 | Report  |       |           | Zalaegerszeg |

| 9. prosince 2004 | Srbsko  | 34–30 | Chorvatsko | Zalaegerszeg |
| 9. prosince 2004 | (17–16) |       |            | Zalaegerszeg |
| 9. prosince 2004 | Report  |       |            | Zalaegerszeg |

| 11. prosince 2004 | Chorvatsko | 22–26 | Rusko | Zalaegerszeg |
| 11. prosince 2004 | (10–15)    |       |       | Zalaegerszeg |
| 11. prosince 2004 | Report     |       |       | Zalaegerszeg |

| 11. prosince 2004 | Slovinsko | 36–26 | Srbsko | Zalaegerszeg |
| 11. prosince 2004 | (17–9)    |       |        | Zalaegerszeg |
| 11. prosince 2004 | Report    |       |        | Zalaegerszeg |

| 12. prosince 2004 | Rusko   | 39–29 | Srbsko | Zalaegerszeg |
| 12. prosince 2004 | (18–13) |       |        | Zalaegerszeg |
| 12. prosince 2004 | Report  |       |        | Zalaegerszeg |

| 12. prosince 2004 | Slovinsko | 29–30 | Chorvatsko | Zalaegerszeg |
| 12. prosince 2004 | (16–17)   |       |            | Zalaegerszeg |
| 12. prosince 2004 | Report    |       |            | Zalaegerszeg |

### Skupina C
| Poř. | tým      | Z | V | R | P | VB | OB | +/− | B | výsledek                 |
| ---- | -------- | - | - | - | - | -- | -- | --- | - | ------------------------ |
| 1.   | Dánsko   | 3 | 2 | 0 | 1 | 75 | 70 | +5  | 4 | postup do hlavní skupiny |
| 2.   | Německo  | 3 | 2 | 0 | 1 | 75 | 73 | +2  | 4 | postup do hlavní skupiny |
| 3.   | Rumunsko | 3 | 2 | 0 | 1 | 81 | 75 | +6  | 4 | postup do hlavní skupiny |
| 4.   | Švédsko  | 3 | 0 | 0 | 3 | 68 | 81 | −13 | 0 |                          |

| 9. prosince 2004 | Rumunsko | 32–25 | Švédsko | Városi Sportcsarnok, Békéscsaba |
| 9. prosince 2004 | (16–10)  |       |         | Városi Sportcsarnok, Békéscsaba |
| 9. prosince 2004 | Report   |       |         | Városi Sportcsarnok, Békéscsaba |

| 9. prosince 2004 | Dánsko  | 27–24 | Německo | Városi Sportcsarnok, Békéscsaba |
| 9. prosince 2004 | (12–14) |       |         | Városi Sportcsarnok, Békéscsaba |
| 9. prosince 2004 | Report  |       |         | Városi Sportcsarnok, Békéscsaba |

| 11. prosince 2004 | Německo | 26–24 | Rumunsko | Városi Sportcsarnok, Békéscsaba |
| 11. prosince 2004 | (12–14) |       |          | Városi Sportcsarnok, Békéscsaba |
| 11. prosince 2004 | Report  |       |          | Városi Sportcsarnok, Békéscsaba |

| 11. prosince 2004 | Švédsko | 21–24 | Dánsko | Városi Sportcsarnok, Békéscsaba |
| 11. prosince 2004 | (9–11)  |       |        | Városi Sportcsarnok, Békéscsaba |
| 11. prosince 2004 | Report  |       |        | Városi Sportcsarnok, Békéscsaba |

| 12. prosince 2004 | Dánsko  | 24–25 | Rumunsko | Városi Sportcsarnok, Békéscsaba |
| 12. prosince 2004 | (11–12) |       |          | Városi Sportcsarnok, Békéscsaba |
| 12. prosince 2004 | Report  |       |          | Városi Sportcsarnok, Békéscsaba |

| 12. prosince 2004 | Německo | 25–22 | Švédsko | Városi Sportcsarnok, Békéscsaba |
| 12. prosince 2004 | (10–11) |       |         | Városi Sportcsarnok, Békéscsaba |
| 12. prosince 2004 | Report  |       |         | Városi Sportcsarnok, Békéscsaba |

### Skupina D
| Poř. | tým       | Z | V | R | P | VB | OB | +/− | B | výsledek                 |
| ---- | --------- | - | - | - | - | -- | -- | --- | - | ------------------------ |
| 1.   | Maďarsko  | 3 | 3 | 0 | 0 | 98 | 74 | +24 | 6 | postup do hlavní skupiny |
| 2.   | Rakousko  | 3 | 2 | 0 | 1 | 91 | 84 | +7  | 4 | postup do hlavní skupiny |
| 3.   | Francie   | 3 | 1 | 0 | 2 | 81 | 95 | −14 | 2 | postup do hlavní skupiny |
| 4.   | Bělorusko | 3 | 0 | 0 | 3 | 70 | 87 | −17 | 0 |                          |

| 9. prosince 2004 | Maďarsko | 32–22 | Bělorusko | University Hall, Győr |
| 9. prosince 2004 | (17–7)   |       |           | University Hall, Győr |
| 9. prosince 2004 | Report   |       |           | University Hall, Győr |

| 9. prosince 2004 | Francie | 29–36 | Rakousko | University Hall, Győr |
| 9. prosince 2004 | (11–17) |       |          | University Hall, Győr |
| 9. prosince 2004 | Report  |       |          | University Hall, Győr |

| 11. prosince 2004 | Rakousko | 29–34 | Maďarsko | University Hall, Győr |
| 11. prosince 2004 | (15–17)  |       |          | University Hall, Győr |
| 11. prosince 2004 | Report   |       |          | University Hall, Győr |

| 11. prosince 2004 | Bělorusko | 27–29 | Francie | University Hall, Győr |
| 11. prosince 2004 | (14–15)   |       |         | University Hall, Győr |
| 11. prosince 2004 | Report    |       |         | University Hall, Győr |

| 12. prosince 2004 | Francie | 23–32 | Maďarsko | University Hall, Győr |
| 12. prosince 2004 | (12–14) |       |          | University Hall, Győr |
| 12. prosince 2004 | Report  |       |          | University Hall, Győr |

| 12. prosince 2004 | Rakousko | 26–21 | Bělorusko | University Hall, Győr |
| 12. prosince 2004 | (12–8)   |       |           | University Hall, Győr |
| 12. prosince 2004 | Report   |       |           | University Hall, Győr |

### Skupina 1
| Poř. | tým       | Z | V | R | P | VB  | OB  | +/− | B  | výsledek             |
| ---- | --------- | - | - | - | - | --- | --- | --- | -- | -------------------- |
| 1.   | Norsko    | 5 | 5 | 0 | 0 | 158 | 115 | +43 | 10 | postup do semifinále |
| 2.   | Rusko     | 5 | 3 | 0 | 2 | 148 | 133 | +15 | 6  | postup do semifinále |
| 3.   | Ukrajina  | 5 | 3 | 0 | 2 | 124 | 127 | −3  | 6  | o 5. místo           |
| 4.   | Španělsko | 5 | 2 | 0 | 3 | 138 | 138 | 0   | 4  | o 7. místo           |
| 5.   | Slovinsko | 5 | 2 | 0 | 3 | 135 | 151 | −16 | 4  |                      |
| 6.   | Srbsko    | 5 | 0 | 0 | 5 | 131 | 170 | −39 | 0  |                      |

| 14. prosince 2004 | Španělsko | 32–29 | Srbsko | University Hall, Győr |
| 14. prosince 2004 | (13–17)   |       |        | University Hall, Győr |
| 14. prosince 2004 | Report    |       |        | University Hall, Győr |

| 14. prosince 2004 | Ukrajina | 24–22 | Slovinsko | University Hall, Győr |
| 14. prosince 2004 | (8–11)   |       |           | University Hall, Győr |
| 14. prosince 2004 | Report   |       |           | University Hall, Győr |

| 14. prosince 2004 | Norsko | 25–24 | Rusko | University Hall, Győr |
| 14. prosince 2004 | (10–9) |       |       | University Hall, Győr |
| 14. prosince 2004 | Report |       |       | University Hall, Győr |

| 15. prosince 2004 | Ukrajina | 24–28 | Rusko | University Hall, Győr |
| 15. prosince 2004 | (9–16)   |       |       | University Hall, Győr |
| 15. prosince 2004 | Report   |       |       | University Hall, Győr |

| 15. prosince 2004 | Španělsko | 30–28 | Slovinsko | University Hall, Győr |
| 15. prosince 2004 | (12–16)   |       |           | University Hall, Győr |
| 15. prosince 2004 | Report    |       |           | University Hall, Győr |

| 15. prosince 2004 | Norsko  | 39–24 | Srbsko | University Hall, Győr |
| 15. prosince 2004 | (20–15) |       |        | University Hall, Győr |
| 15. prosince 2004 | Report  |       |        | University Hall, Győr |

| 16. prosince 2004 | Španělsko | 24–27 | Rusko | University Hall, Győr |
| 16. prosince 2004 | (12–17)   |       |       | University Hall, Győr |
| 16. prosince 2004 | Report    |       |       | University Hall, Győr |

| 16. prosince 2004 | Ukrajina | 24–23 | Srbsko | University Hall, Győr |
| 16. prosince 2004 | (15–9)   |       |        | University Hall, Győr |
| 16. prosince 2004 | Report   |       |        | University Hall, Győr |

| 16. prosince 2004 | Norsko | 41–18 | Slovinsko | University Hall, Győr |
| 16. prosince 2004 | (16–8) |       |           | University Hall, Győr |
| 16. prosince 2004 | Report |       |           | University Hall, Győr |

### Skupina 2
| Poř. | tým      | Z | V | R | P | VB  | OB  | +/− | B | výsledek             |
| ---- | -------- | - | - | - | - | --- | --- | --- | - | -------------------- |
| 1.   | Dánsko   | 5 | 4 | 0 | 1 | 122 | 114 | +8  | 8 | postup do semifinále |
| 2.   | Maďarsko | 5 | 4 | 0 | 1 | 146 | 126 | +20 | 8 | postup do semifinále |
| 3.   | Německo  | 5 | 3 | 0 | 2 | 133 | 127 | +6  | 6 | o 5. místo           |
| 4.   | Rumunsko | 5 | 3 | 0 | 2 | 137 | 134 | +3  | 6 | o 7. místo           |
| 5.   | Rakousko | 5 | 1 | 0 | 4 | 138 | 149 | −11 | 2 |                      |
| 6.   | Francie  | 5 | 0 | 0 | 5 | 124 | 150 | −26 | 0 |                      |

| 14. prosince 2004 | Rumunsko | 31–25 | Francie | Főnix Hall, Debrecín |
| 14. prosince 2004 | (15–13)  |       |         | Főnix Hall, Debrecín |
| 14. prosince 2004 | Report   |       |         | Főnix Hall, Debrecín |

| 14. prosince 2004 | Německo | 25–26 | Maďarsko | Főnix Hall, Debrecín |
| 14. prosince 2004 | (13–10) |       |          | Főnix Hall, Debrecín |
| 14. prosince 2004 | Report  |       |          | Főnix Hall, Debrecín |

| 14. prosince 2004 | Dánsko  | 25–22 | Rakousko | Főnix Hall, Debrecín |
| 14. prosince 2004 | (16–14) |       |          | Főnix Hall, Debrecín |
| 14. prosince 2004 | Report  |       |          | Főnix Hall, Debrecín |

| 15. prosince 2004 | Německo | 29–23 | Rakousko | Főnix Hall, Debrecín |
| 15. prosince 2004 | (13–13) |       |          | Főnix Hall, Debrecín |
| 15. prosince 2004 | Report  |       |          | Főnix Hall, Debrecín |

| 15. prosince 2004 | Rumunsko | 25–31 | Maďarsko | Főnix Hall, Debrecín |
| 15. prosince 2004 | (13–17)  |       |          | Főnix Hall, Debrecín |
| 15. prosince 2004 | Report   |       |          | Főnix Hall, Debrecín |

| 15. prosince 2004 | Dánsko  | 22–20 | Francie | Főnix Hall, Debrecín |
| 15. prosince 2004 | (10–12) |       |         | Főnix Hall, Debrecín |
| 15. prosince 2004 | Report  |       |         | Főnix Hall, Debrecín |

| 16. prosince 2004 | Německo | 29–27 | Francie | Főnix Hall, Debrecín |
| 16. prosince 2004 | (13–16) |       |         | Főnix Hall, Debrecín |
| 16. prosince 2004 | Report  |       |         | Főnix Hall, Debrecín |

| 16. prosince 2004 | Dánsko | 24–23 | Maďarsko | Főnix Hall, Debrecín |
| 16. prosince 2004 | (8–14) |       |          | Főnix Hall, Debrecín |
| 16. prosince 2004 | Report |       |          | Főnix Hall, Debrecín |

| 16. prosince 2004 | Rumunsko | 32–28 | Rakousko | Főnix Hall, Debrecín |
| 16. prosince 2004 | (14–15)  |       |          | Főnix Hall, Debrecín |
| 16. prosince 2004 | Report   |       |          | Főnix Hall, Debrecín |

### o 5. místo
| 19. prosince 2004 | Ukrajina | 24–25 PP | Německo | Papp László Budapest Sportaréna, Budapešť |
| 19. prosince 2004 | (8–8)    |          |         | Papp László Budapest Sportaréna, Budapešť |
| 19. prosince 2004 | Report   |          |         | Papp László Budapest Sportaréna, Budapešť |

### o 7. místo
| 18. prosince 2004 | Španělsko | 28–37 | Rumunsko | Papp László Budapest Sportaréna, Budapešť |
| 18. prosince 2004 | (17–16)   |       |          | Papp László Budapest Sportaréna, Budapešť |
| 18. prosince 2004 | Report    |       |          | Papp László Budapest Sportaréna, Budapešť |

### Semifinále
| 18. prosince 2004 | Norsko  | 44–29 | Maďarsko | Papp László Budapest Sportaréna, Budapešť |
| 18. prosince 2004 | (21–16) |       |          | Papp László Budapest Sportaréna, Budapešť |
| 18. prosince 2004 | Report  |       |          | Papp László Budapest Sportaréna, Budapešť |

| 18. prosince 2004 | Rusko   | 27–31 | Dánsko | Papp László Budapest Sportaréna, Budapešť |
| 18. prosince 2004 | (11–11) |       |        | Papp László Budapest Sportaréna, Budapešť |
| 18. prosince 2004 | Report  |       |        | Papp László Budapest Sportaréna, Budapešť |

### o 3. místo
| 19. prosince 2004 | Maďarsko | 29–25 | Rusko | Papp László Budapest Sportaréna, Budapešť |
| 19. prosince 2004 | (14–13)  |       |       | Papp László Budapest Sportaréna, Budapešť |
| 19. prosince 2004 | Report   |       |       | Papp László Budapest Sportaréna, Budapešť |

### Finále
| 19. prosince 2004 | Norsko  | 27–25 | Dánsko | Papp László Budapest Sportaréna, Budapešť |
| 19. prosince 2004 | (11–11) |       |        | Papp László Budapest Sportaréna, Budapešť |
| 19. prosince 2004 | Report  |       |        | Papp László Budapest Sportaréna, Budapešť |

## Konečné pořadí
| Zlatá medaile    | Norsko     |
| Stříbrná medaile | Dánsko     |
| Bronzová medaile | Maďarsko   |
| 4                | Rusko      |
| 5                | Německo    |
| 6                | Ukrajina   |
| 7                | Rumunsko   |
| 8                | Španělsko  |
| 9                | Slovinsko  |
| 10               | Rakousko   |
| 11               | Francie    |
| 12               | Srbsko     |
| 13               | Chorvatsko |
| 14               | Švédsko    |
| 15               | Česko      |
| 16               | Bělorusko  |